# Museumkever
De museumkever (Anthrenus museorum) is een keversoort uit de familie spektorren (Dermestidae). De wetenschappelijke naam van de soort werd in 1761 gepubliceerd door Carl Linnaeus.